# Billy Greer
Billy Greer, född 26 januari 1952 i Surgoinsville, Tennessee, är en amerikansk musiker, sångare och låtskrivare som är mest känd för att från 1985 vara basist i rockbandet Kansas. Han har tidigare jobbat ihop med Kansas keyboardist och sångare Steve Walsh i bandet Streets och har även ett eget band vid namn Seventh Key. Han har även under 2009 varit medlem i ett spin-offband vid namn Native Window tillsammans med Kansasmedlemmarna Phil Ehart, Richard Williams och David Ragsdale.